# Vareja
Vareja je naselje v Občini Videm.